# Xã Homer, Quận Midland, Michigan
Xã Homer (tiếng Anh: Homer Township) là một xã thuộc quận Midland, tiểu bang Michigan, Hoa Kỳ. Năm 2010, dân số của xã này là 4.009 người.